# Blåbärsmaskinen
Blåbärsmaskinen är en bok från februari 2009 om författaren och konstnären Stig Claesson. 
Författaren Nils Claesson har här i sin debutbok skrivit om sin far och sin egen uppväxt. När boken kom ut väckte den stor debatt. Titeln Blåbärsmaskinen är en metafor för konstnären som en maskin som i sin skapelseprocess slukar allt i sin väg,
| ”                          | "Bilden av Stig är Stig men inte. Bildens enkla, hederliga yta kräver ständiga omlackeringar av en fantastisk maskin som endast Stig kan manövrera men som kräver bränsle från oss, från den riktiga världen. Blåbärsmaskinen. Maskinen räfsar i sig saker, äter upp dem, tuggar och maler, bearbetar för att sedan spritsa ut saker i andra änden. I blåbärsmaskinens ena ände står Apollo och Luther och ansar det som kommer ut. Vid insuget, däremot, råder Kaos och härskar Dionysos" | „ |
| – Citat ur Blåbärsmaskinen | |   |